# غونزالو فرنانديز
غونزالو فرنانديز (بالإسبانية: Gonzalo Fernández Castaño)‏ (13 أكتوبر 1980 مدريد إسبانيا - ) هو لاعب كرة قدم إسباني، شارك في الألعاب الأولمبية الصيفية 2016.

## روابط خارجية
- غونزالو فرنانديز على موقع رابطة لاعبي الغولف المحترفين (الإنجليزية)
- غونزالو فرنانديز على موقع رابطة أوروبا للاعبي الغولف المحترفين (الإنجليزية)
- غونزالو فرنانديز على موقع التصنيف العالمي الرسمي للغولف (الإنجليزية)